# Karabinek MPi-K
Maschinenpistole Kalaschnikow (MPi-K) – licencyjna wersja karabinka AK produkowana w zakładach VEB Fahrzeug und Waffenfabrik "Ernst Thälmann".

## Historia
Produkcję MPi-K uruchomiono w 1958 roku w zakładach należących przed wojną do firmy Sauer. Kolby, łoża oraz chwyty pistoletowe były wykonane z drewna. Początkowe egzemplarze nie posiadały wyciora. W odróżnieniu od karabinków AK produkowanych w ZSRR, niemieckie MPi-K nie miały w kolbie gniazda na przybornik z przyrządami do czyszczenia broni – były one przenoszone oddzielnie. Poza wersją z kolbą stałą (MPi-K), produkowano wersję z kolbą składana – MPi-KmS (Maschinenpistole Kalaschnikow mit Schulterstütze). Produkcję MPi-K zakończono w 1961 roku po rozpoczęciu produkcji karabinka MPi-KM – licencyjnej wersji AKM.

## Opis
MPi-K był bronią samoczynno-samopowtarzalną. Automatyka broni działa na zasadzie odprowadzania gazów prochowych z długim skokiem tłoka gazowego. Zamek ryglowany przez obrót (2 rygle). Rękojeść przeładowania po prawej stronie broni, związana z suwadłem. Mechanizm spustowy z przełącznikiem rodzaju ognia. Skrzydełko bezpiecznika/przełącznika rodzaju ognia po prawej stronie komory zamkowej w pozycji zabezpieczonej zasłania wycięcie, w którym porusza się rękojeść przeładowania. Magazynki 30 nabojowe, wymienne z AK i AKM. Kolba stała (MPi-K) lub składana (MPi-KmS). Przyrządy celownicze mechaniczne, składają się z muszki i celownika krzywiznowego (nastawy do 800 m).